# Charlie Handley
Charles Harold James Handley (12 tháng 3 năm 1899 – 1957) là một cầu thủ bóng đá người Anh từng thi đấu ở vị trí winger tại Football League cho Tottenham Hotspur, Swansea Town và Thames.

## History
Handley sinh ra ở Edmonton, North London và, thường tập luyện với cha ở sau vườn. Sau khi thử việc ở đội bóng địa phương, Edmonton Juniors, Handley thi đấu cho các đội bóng nhỏ nhưng cuối cùng sau khi đăng kí vào Trẻ Spurs, Handley được huấn luyện viên Peter McWilliam triệu tập. Từ 1922 - 1928, Charlie "Tich" Handley thi đấu cho Tottenham Hotspur Football Club. Ông ghi một bàn thắng gần như mọi lúc và nếu ông không ghi bàn, ông đang chuẩn bị kiến tạo điều đó. Ông và Jimmy Dimmock, một cầu thủ nổi tiếng khác là những tiền đạo xuất sắc nhất của Tottenham trong thập kỷ đó.